# لوسي تومسون
لوسي تومسون (بالإنجليزية: Lucy Thompson)‏ هي كاتِبة أمريكية، ولدت في 1856، وتوفيت في 1932.